# 아룰
아룰(몽골어: ааруул, ᠠᠭᠠᠷᠤᠤᠯ)은 몽골의 유제품이다.

## 만들기
발효유를 끓여 응유시킨 것을 면보로 싼 다음, 나무판 사이에 끼우고 나무판 위에 무거운 돌 등을 올려 하루 정도 눌러 물기를 뺀다. 물기가 빠지면 실로 썰어 햇볕에 말린다.

## 종류
맛
- 치헤르구이 아룰(чихэргүй ааруул): 무가당
- 치헤르테이 아룰(чихэртэй ааруул): 단맛, 가당

크기·모양
- 도르볼징 아룰(дөрвөлжин ааруул): 네모난 모양
- 두구이 아룰(дугуй ааруул) : 둥근 모양
- 바즈말 아룰(базмал ааруул): 손으로 쥐어 만든 모양
- 조송 아룰(зоосон ааруул): 동전 모양
- 호르호이 아룰(хорхой ааруул): 애벌레 모양
- 후루드 아룰(хурууд ааруул): 커다란, 막대 모양

재료
- 사를라깅 아룰(сарлагийн ааруул): 야크젖; 색이 옅어 "차강 아룰(цагаан ааруул)"로도 부른다.
- 야마니 아룰(ямааны ааруул): 염소젖; 색이 짙어 "보르 아룰(бор ааруул)"로도 부른다.
- 테메니 후루드(тэмээний хурууд): 낙타젖

질감
- 졸롱 아룰(зөөлөн ааруул): 부드러운 질감
- 하투 아룰(хатуу ааруул): 단단한 질감

## 같이 보기
- 몽골의 유제품
- 아르츠
- 후루드